# Daniela Barbosa
Daniela da Fonte Barbosa (Recife, 14 de julho de 1974 — Manaus, 14 de abril de 2007) foi uma jogadora de hóquei sobre patins brasileira.

## Biografia
Participou da seleção brasileira e de quatro campeonatos mundiais, na posição de goleira.
Jogadora da equipe feminina do Minho, de Pernambuco, chegou à reserva da seleção no seu primeiro ano de modalidade, em 1994, quando disputou o Campeonato do Mundo em Portugal. Na convocação seguinte, em 1996, em Sertãozinho, foi titular, e considerada a melhor goleira do campeonato, com a sua seleção terminando em honroso quarto lugar.
Inúmeras vezes campeã pernambucana e outras tantas vice-campeã nacional, Daniela era a maior incentivadora da equipe e terminou sendo responsável por toda evolução do hóquei feminino em Pernambuco. O reconhecimento veio com o destaque da sua equipe, que chegou ao terceiro lugar no Mundial de Clubes, em 2000.
Faleceu aos 31 anos, em decorrência de dengue hemorrágica.